# Poecilopsis mirabilis
Poecilopsis mirabilis är en fjärilsart som beskrevs av Harrison. Poecilopsis mirabilis ingår i släktet Poecilopsis och familjen mätare. Inga underarter finns listade i Catalogue of Life.